# 能登町立小木中学校
能登町立小木中学校（のとちょうりつ おぎちゅうがっこう）は、石川県鳳珠郡能登町小木一丁目にあった公立中学校。

## 沿革
- 2024年（令和6年）1月1日 - 能登半島地震が発生。避難所となった[1]。
- 2025年（令和7年）4月1日 - 能登町立能都中学校へ統合。

## 教育方針
社会の変化を主体的に受け止め，自ら学び，社会貢献できる人間の育成を目指す。
1. 豊かな学力の育成。
2. 豊かな人間性と共に生きる力を育む。
3. 健康の保持増進と体力向上を図る。

## 教育目標

### めざす生徒像
- 自ら学ぶ意欲的な生徒
- を思いやる心豊かな生徒
- 心身共に健康で活力ある生徒

### めざす学校像
- 家庭，地域に信頼される学校
- 保護者，生徒，職員の一体感が感じられる学校
- 地域に開かれた学校

## 生徒会活動・部活動など

### 運動部
2008年現在、4つの部が存在する。
- 陸上競技部
- 野球部
- 相撲部
- バスケットボール部

### 文化部
2008年現在、1つの部が存在する。
- 吹奏楽部